# Гіганти (оповідання)
«Гіганти» (англ. giANTS) також «проєкт Нью-Мексико» в німецькому виданні (нім. Das New-Mexico-Projekt) — оповідання Едварда Браєнта-молодшого вперше опубліковане в журналі «Аналог: наукова фантастика та факти» 1979 року. Наступного року твір отримав премію «Неб'юла». Англійська назва оповідання є грою слів гіганти (англ. giants) і мурахи (англ. ants).

## Сюжет
Молода кореспондентка Лейньє Бріджвел намагається взяти інтерв'ю в оповідача — Пола Чавеза, сімдесяти-дворічного доктора молекулярної біології, який працює над проєктом «Нью-Мексико». Вона вважає що проєкт не має нічого спільного з Нью-Мексико, і насправді чимось пов'язаний з генетичною модифікацією тварин. Бріджвел знає про випадки міграцій агресивних мутованих червоних мурах і бджіл на північ, і ґрунтуючись на відомій їй інформації думає що хтось створив гігантських мурах в південній Америці, і що вони теж почали мігрувати. Чавез спочатку не хоче давати інтерв'ю, але через наполегливість кореспондентки і через схожі особисті трагедії (обоє втратили рідних через комах), він врешті погоджується розповісти що відбувається насправді. Доктор Чавез пояснює що певний вид кочових мурах таки мутував в Бразилії, але мутація не набагато їх збільшила (розміром в палець), а змінила їхню поведінку: якщо до цього в них були два тижні кочового періоду і три тижні стаціонарного, то тепер залишився тільки кочовий період, і вони стрімко прямують на північ з'їдаючи все на своєму шляху. Усі існуючі інсектициди на них не діють, і тому був створений проєкт «Нью-Мексико» для розробки мутагенного вірусу щоб зупинити колонії. Далі доктор Чавез пояснює що рішення яке вони придумали полягає саме в збільшенні кожного наступного покоління мурах, поки вони не досягнуть розмірів при якому не зможуть вижити через власну вагу.

## Сприйняття
Оповідь отримала премію «Неб'юла» в 1980 року а також номінувався на «Г'юґо». Гері Вестфул зазначив що твір адресує популярну в 1950-х але науково безглузду ідею гігантських монстрів і збільшених тварин, згадуючи закон квадрата-куба. Браєн Стейблфорд в енциклопедії «Науковий факт і наукова фантастика» (англ. Science Fact and Science Fiction: An Encyclopedia) відмітив що оповідання є одним з визначних в тематиці соціальної поведінки роїв комах, на яку сильно вплинули наукові праці ентомологів Огюста Анрі Фореля і Вільяма Мортона Вілера.